# Nombre 181
El nombre 181 (CLXXXI) és el nombre natural que segueix el nombre 180 i precedeix el nombre 182.
La seva representació binària és 10110101, la representació octal 265 i l'hexadecimal B5.
És un nombre primer; altres factoritzacions són 1×181.
Es pot representar com la suma de cinc nombres primers consecutius: 29 + 31 + 37 + 41 + 43 = 181.